# Zichya odonticerca
Zichya odonticerca är en insektsart som beskrevs av Zheng, Z. 1986. Zichya odonticerca ingår i släktet Zichya och familjen vårtbitare. Inga underarter finns listade i Catalogue of Life.